# آرامگاه طاق شفیع
آرامگاه طاق شفیع مربوط به دوره قاجار است و در شهرستان پل‌دختر، بخش مرکزی، دهستان میان کوه غربی، ۵۰ متری جنوب روستای چاه شیرین واقع شده و این اثر در تاریخ ۲۲ آبان ۱۳۸۶ با شمارهٔ ثبت ۲۰۱۰۹ به‌عنوان یکی از آثار ملی ایران به ثبت رسیده‌است.